# Doc Cheatham

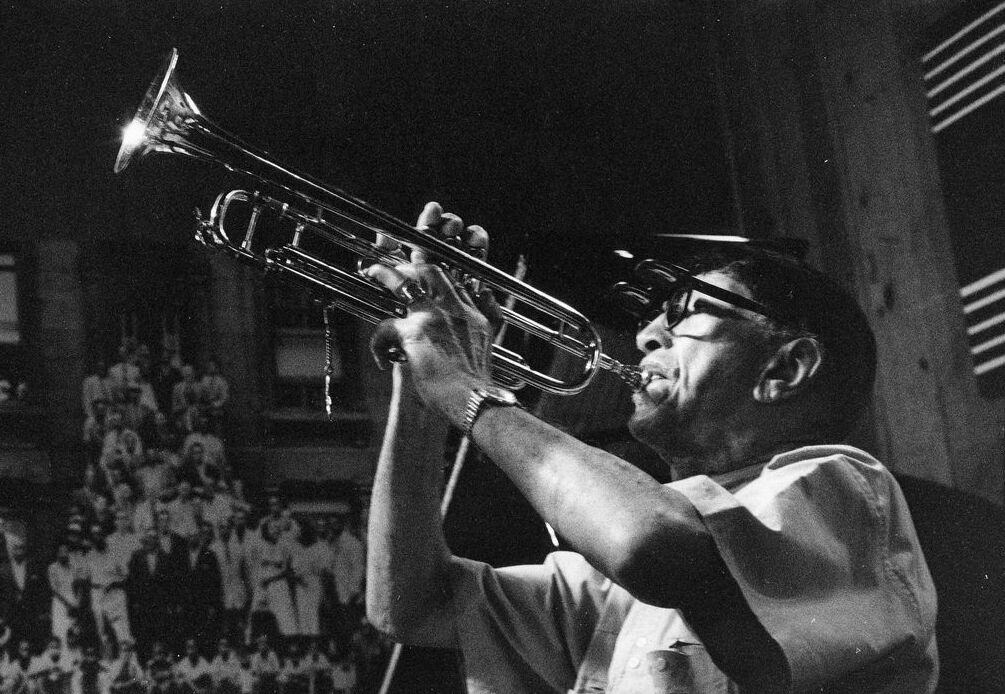
Doc Cheatham

Adolphus „Doc“ Cheatham (* 13. Juni 1905 Nashville, Tennessee; † 2. Juni 1997 Washington, D.C.) war ein US-amerikanischer Jazztrompeter.

## Leben
Cheatham stand als Trompeter rund 75 Jahre lang auf den Bühnen der Welt, weit mehr Jahre als Miles Davis oder Louis Armstrong. Letzterer war sein Vorbild. Bereits 1923 begleitete er Bessie Smith bei ihren Auftritten in Nashville. nach Übersiedlung nach Chicago spielte er hauptsächlich bei Albert Wynn, aber auch bei Erskine Tate, und auf einer Schallplattenaufnahme für Ma Rainey, allerdings damals auf seinem Erstinstrument, dem Altsaxophon, das er erst in den späten 1920er Jahren aus Verehrung für Louis Armstrong gegen die Trompete eintauschte. Joe King Oliver schenkte ihm einen Dämpfer aus Kupfer und Messing, den er sein Leben lang benutzte.
Cheatham spielte in der Schule Trompete und studierte später Medizin (daher später sein Spitzname), arbeitete aber zeitweilig in lokalen Orchestern. 1926 ging er mit John Williams auf Tournee, spielte dann mit Albert Wynn in Chicago (auch als Ersatz für Louis Armstrong im Vendome Theatre) und mit Bobby Lee.
Weitere Stationen waren 1927 Philadelphia bei Wilbur De Paris, 1927 New York bei Chick Webb, 1928–30 Europatourneen mit Sam Wooding, dann New York, bei Marion Hardy’s Alabamians und den McKinney’s Cotton Pickers. 1932–39 bei Cab Calloway, 1939 bei Teddy Wilson, ab 1940 bei Benny Carter, Teddy Hill 1941 und Eddie Heywood 1944, mit dem er Billie Holiday begleitete (The Complete Commodore Recordings). Er begann eine Lehrtätigkeit. Ab 1948 spielte er vorwiegend bei Latin Bands wie der von Machito, 1953–54 freischaffend in Boston. Von 1960 an verstärkte er wieder sein Engagement im Jazz, auf Afrika-Tournee mit Herbie Mann, 1961 bei Schallplattenaufnahmen mit Harold Shorty Baker und Sammy Price. Nach fünf Jahren mit eigener Band machte er 1966 erst seine erste Aufnahme unter eigenem Namen. In den 1970er und 1980er Jahren wurde der alternde Solotrompeter zum Star auf internationalen Jazz-Festivals.
Er gab noch viele Konzerte, 1974 mit Teddy Wilson, 1978/79 mit Lionel Hampton, 1980 mit Cab Calloway's Reunion Band, 1981 mit Roy Eldridge, Dickie Wells, Buck Clayton und Jay McShann. Es folgten auch noch einige Platten-Aufnahmen mit eigenen Ensembles, zu denen er auch sang. 1988 nahm er mit Idris Muhammad, Jimmy Woode und Kenny Drew das Album Dear Doc... auf. Die Aufnahme ist gekennzeichnet von seinem feinsinnigen Humor bei der Auswahl der Lieder, und von einem Charme der Gesangs- und der Trompetenstimme wie bei Chet Baker in dessen letztem Lebensjahren. Im September 1996 entstand noch ein Album für Verve mit Nicholas Payton; im Juni 1997 starb Cheatham nach einem Auftritt im Washingtoner Blues Alley Club.
Ein Enkel Cheathams ist der Jazztrompeter Theo Croker.

## Diskografische Hinweise
LPs:
- Sam Wooding & his Chocolate Dandies (Biograph 6370 905) – erste Aufnahmen von Doc Cheatham – 1929 in Barcelona, Spanien
- Hey Doc! (Black & Blue – 1975?) mit Gene Conners, Ted Buckner, Sam Price, J. C. Heard,
- Duets and Solos (Sackville, 1979) mit Sam Price
- It’s a Good Life! (Parkwood, 1982) mit Chuck Folds p, Al Hall b, Jackie Williams dm
- Adolphus Anthony ‘Doc’ Cheatham – Vol 1 & 2 (New York Jazz – J 002 & J 003) mit Joel Helleny, Joe Muranyi, Dill Jones, Howard Alden, Dan Barrett, Milt Hinton, Jake Hanna, Cynthia Sayer bjo,
- Fabulous Doc Cheatham (Parkwood, 1983) mit Dick Wellstood,
- At the Bern Festival (Sackville, 1985) mit Ian Bargh
- Doc Cheatham and Sammy Price in New Orleans (Jazzology, 1988) mit Pud Brown, Lars Edegran
- Live at Sweet Basil (Jazzology, 1992)
- Swinging Down in New Orleans (Jazzology, 1992)

CDs:
- Doc Cheatham & Jim Galloway at the Bern Jazz Festival (Sackville 1985) mit Roy Williams, Ian Bargh
- You’re a Sweetheart (Sackville 1992) mit Jim Galloway and Rosemary Galloway b
- The eighty-seven years of Doc Cheatham (Columbia, 1992) mit Chuck Folds, Jackie Williams
- Swinging Down in New Orleans (Jazzology, 1993) mit Butch Thompson p
- Doc Cheatham and Nicholas Payton (Verve, 1996) mit Butch Thompson, Jack Maheu cl